# Paranchistus serenei
Paranchistus serenei är en kräftdjursart som beskrevs av Bruce 1983. Paranchistus serenei ingår i släktet Paranchistus och familjen Palaemonidae. Inga underarter finns listade i Catalogue of Life.